# Phyllodes pura
Phyllodes pura är en fjärilsart som beskrevs av Rothschild 1916. Phyllodes pura ingår i släktet Phyllodes och familjen nattflyn. Inga underarter finns listade i Catalogue of Life.